# Jekaterina Lobaznjuk
Jekaterina Lobaznjuk (ryska: Екатерина Владимировна Лобазнюк), född den 10 juni 1983 i Fargona, Uzbekistan, är en rysk gymnast.
Hon tog OS-silver i lagmångkampen, OS-silver i bom och OS-brons i hopp i samband med de olympiska gymnastiktävlingarna 2000 i Sydney.